# White Ravens Festival

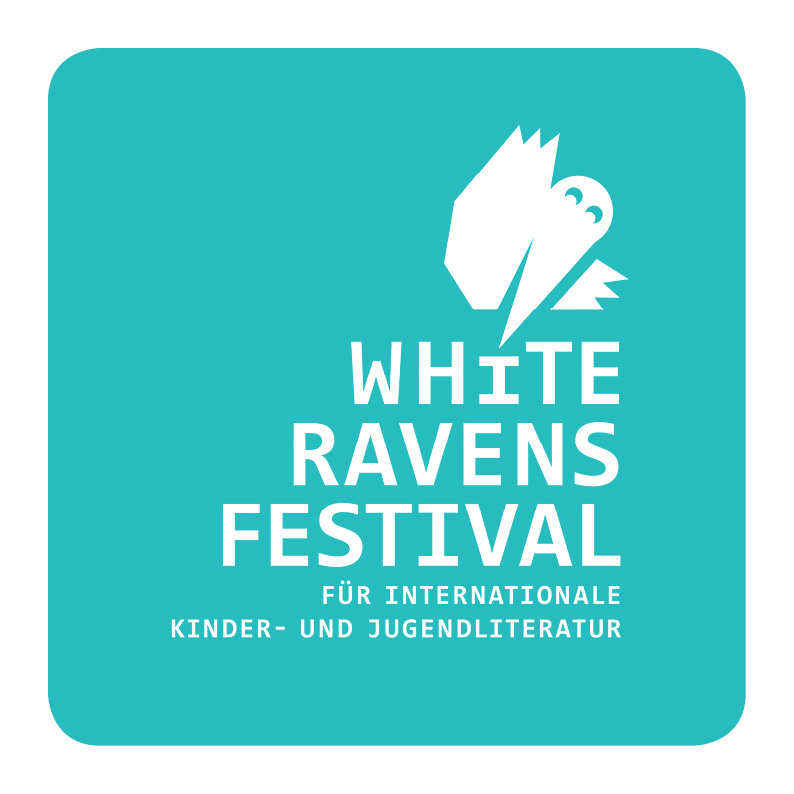
Das Logo des White Ravens Festivals der Internationalen Jugendbibliothek

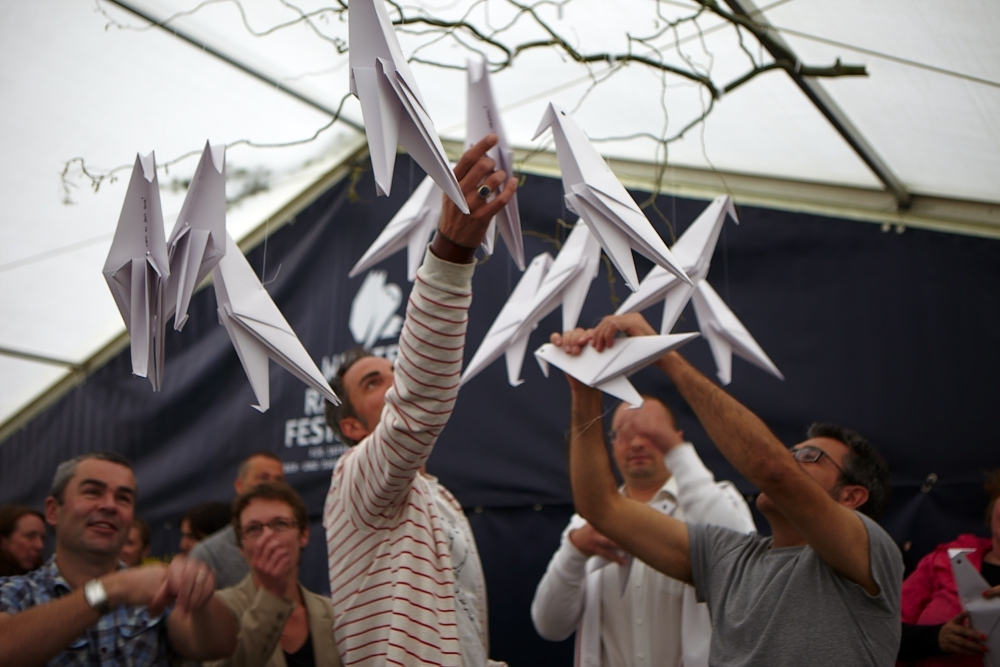
Auftakt des White Ravens Festivals in der Internationalen Jugendbibliothek. Die weißen Raben stehen für außergewöhnliche Jugendbücher.

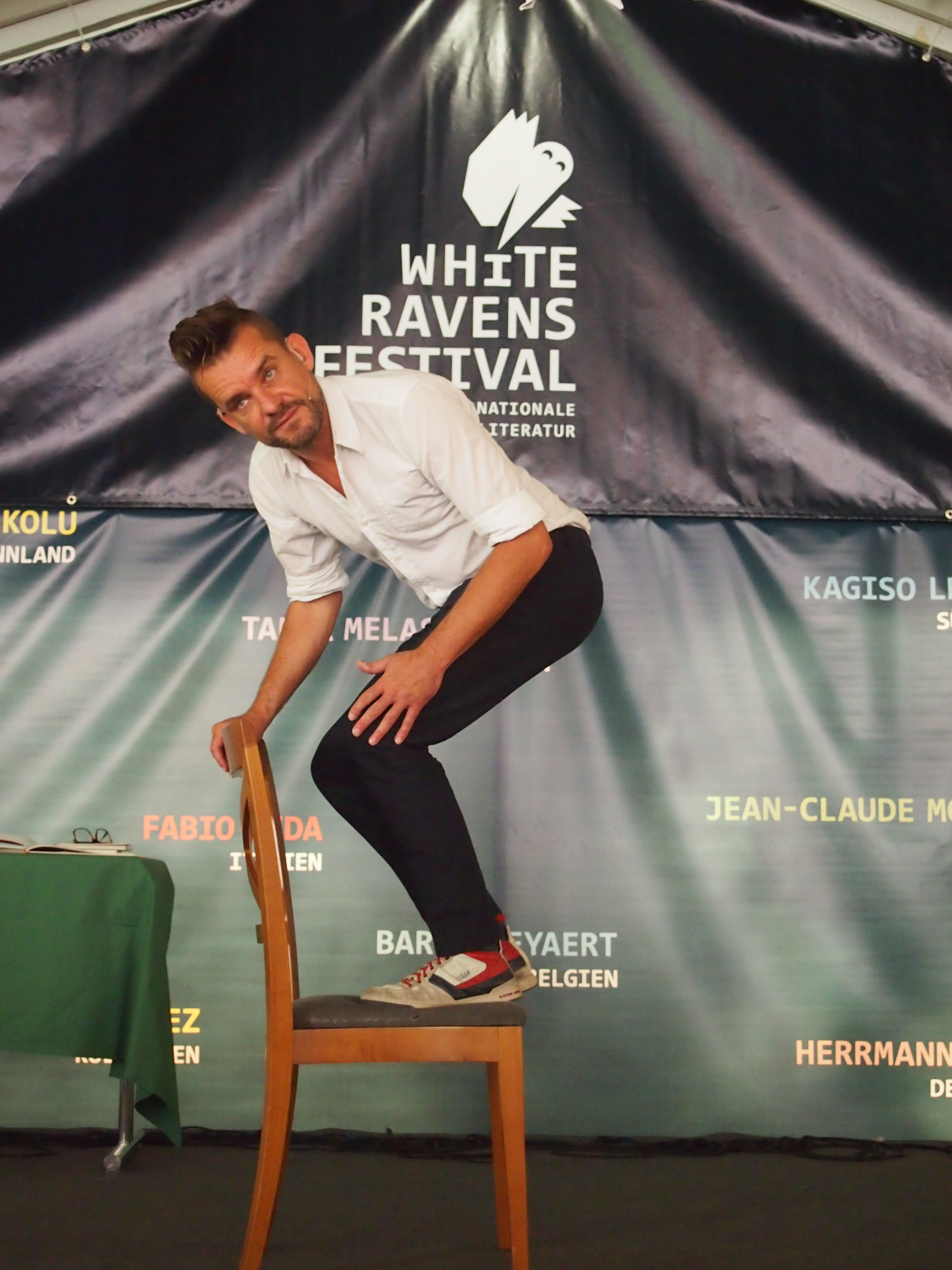
Der belgische Autor Bart Moeyaert beim White Ravens Festival 2014 in der Internationalen Jugendbibliothek

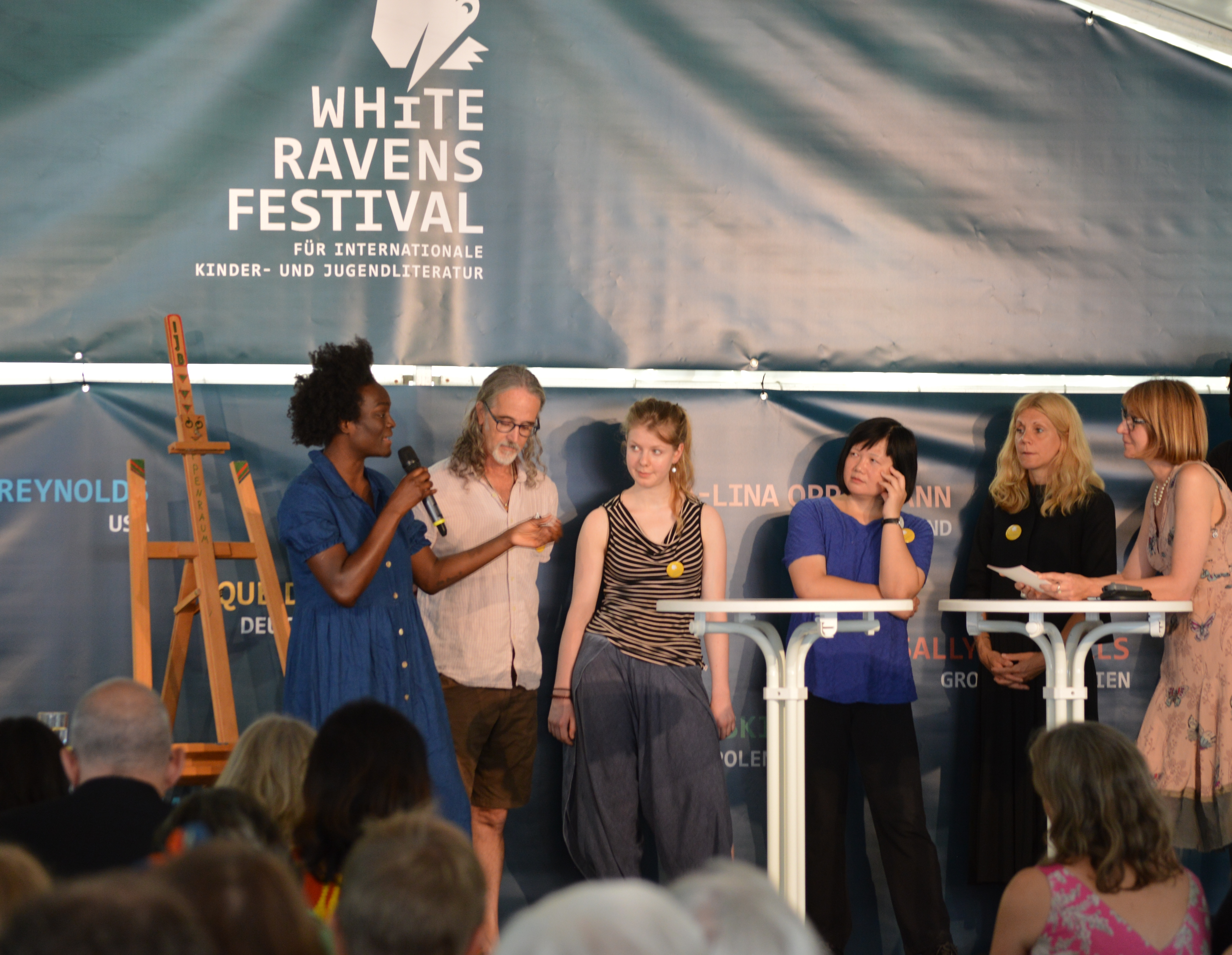
Eröffnung des White Ravens Festivals 2018 in der Internationalen Jugendbibliothek mit Gästen aus aller Welt

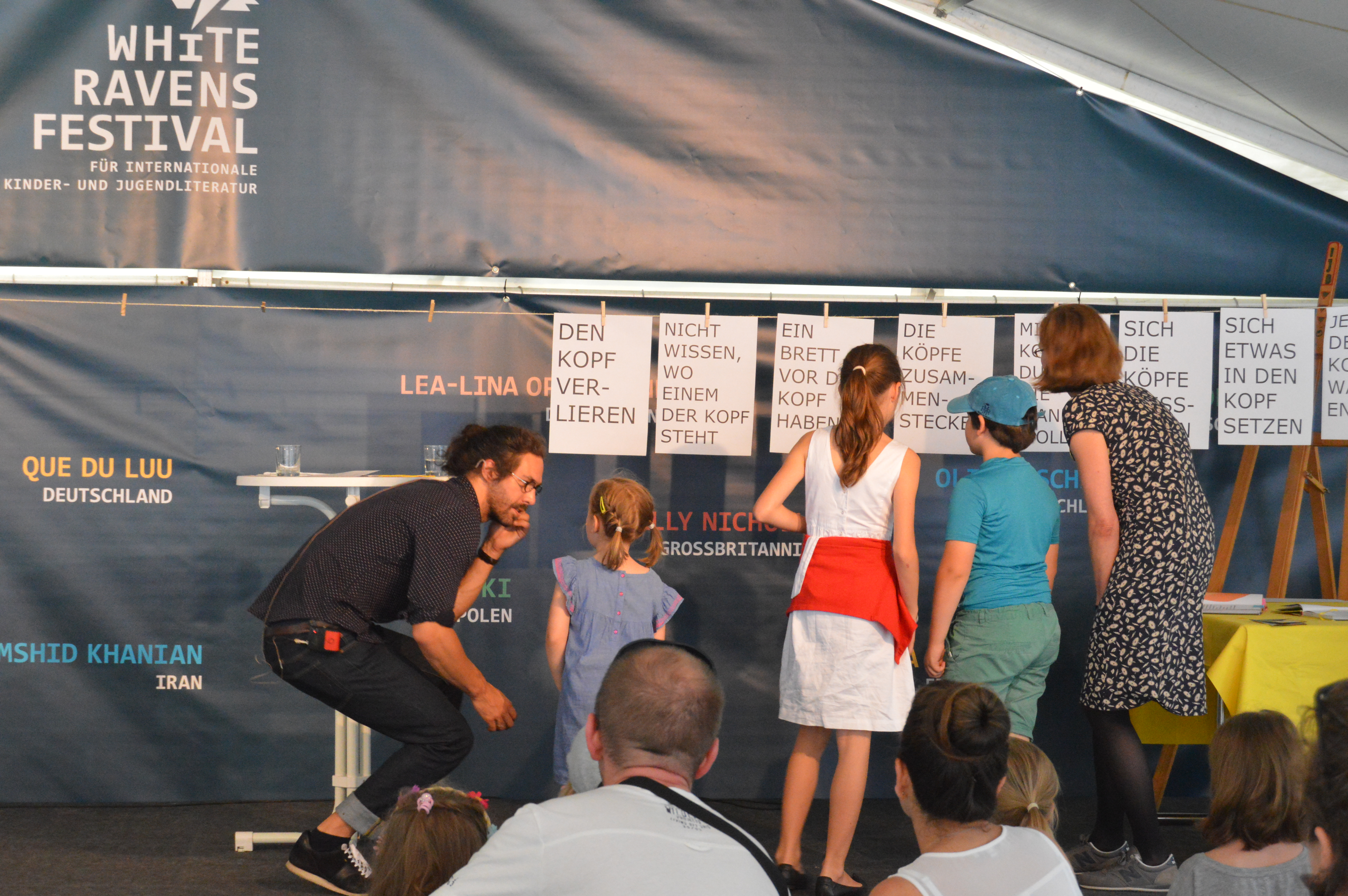
Mini-Workshop mit dem tschechischen Autor Ondřej Buddeus bei der Eröffnung des White Ravens Festival 2018 in der Internationalen Jugendbibliothek

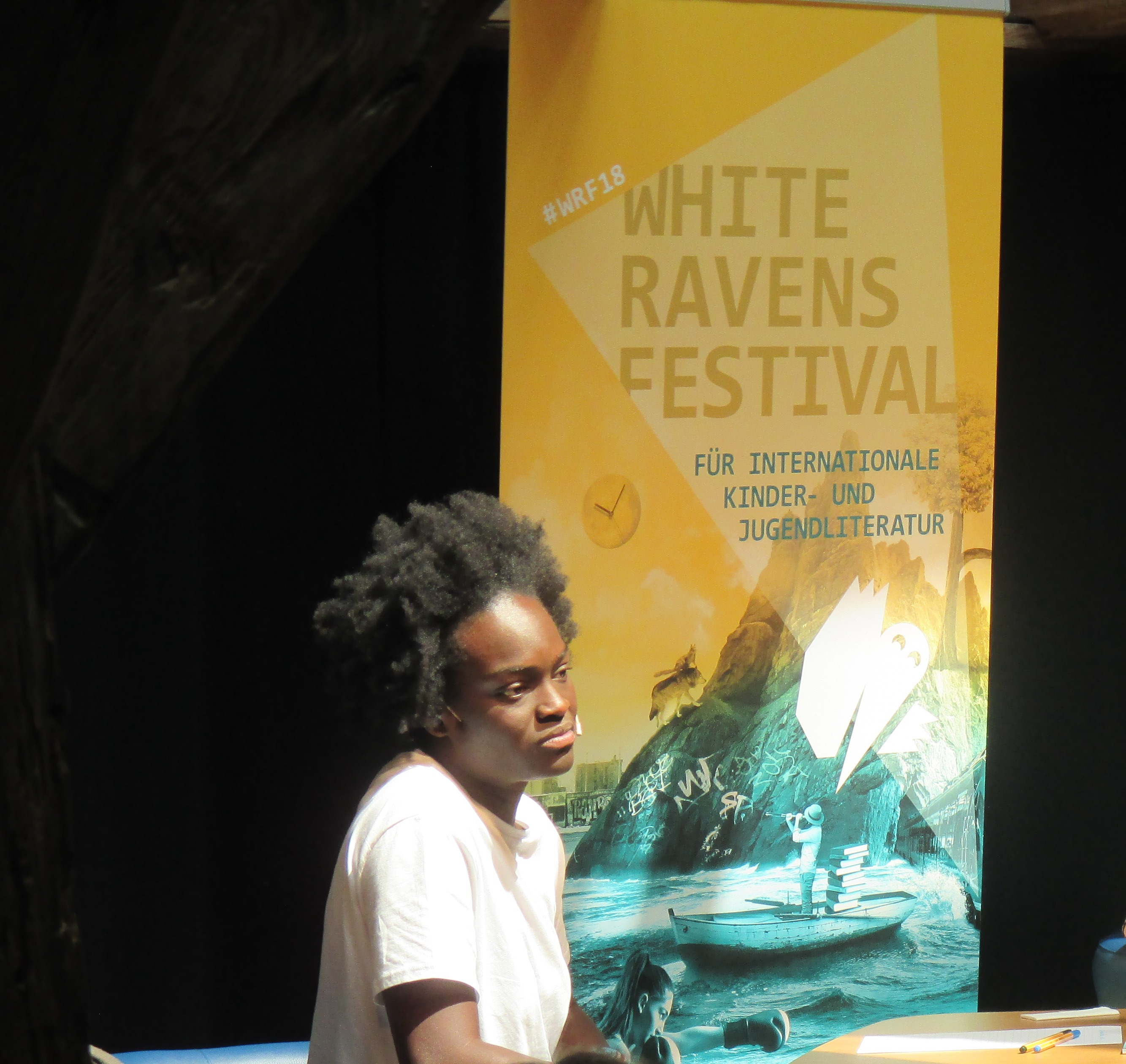
Die französische Autorin Aya Cissoko beim White Ravens Festival 2018 in der Internationalen Jugendbibliothek

Das White Ravens Festival für internationale Kinder- und Jugendliteratur (kurz White Ravens Festival) ist ein internationales Literaturfestival, das seit 2010 alle zwei Jahre im Juli sechs Tage lang in München und in Bayern an verschiedenen Veranstaltungsorten stattfindet. Es wird von der Stiftung Internationalen Jugendbibliothek ausgerichtet und steht unter der Schirmherrschaft des Bayerischen Staatsministers für Wissenschaft und Kunst.
Das 8. White Ravens Festival soll vom 13. bis 17. Juli 2025 in Schloss Blutenburg sowie an zahlreichen externen Veranstaltungsorten in Bayern stattfinden.

## Festival
Der Begriff White Ravens steht für außergewöhnliche und innovative Kinder- und Jugendliteratur, seitdem er 1986 als Titel eines jährlich erscheinenden Auswahlkatalogs mit empfehlenswerten Werken der internationalen Kinder- und Jugendliteratur eingeführt wurde.
Hauptveranstaltungsort des Festivals ist die Internationale Jugendbibliothek. Darüber hinaus treten die eingeladenen Autoren und Illustratoren bayernweit in Jugend- und Kulturzentren, Schulen, Museen, Bibliotheken, Universitäten, Gefängnissen und anderen Institutionen und Spielstätten auf. Neben offenen Veranstaltungen wird ein Programm für Schulen angeboten. Während der Festivalwoche finden etwa 80 Veranstaltungen in 40 Städten und Gemeinden mit bis zu 10 000 Gästen statt.
Auf allen Veranstaltungen tragen die Autoren ihre Texte in ihrer Muttersprache vor, während Schauspieler aus der deutschen Übersetzung lesen. Moderatoren und Dolmetscher leiten das Gespräch zwischen Autor und Publikum. Zudem werden Illustratorenworkshops, Werkstattgespräche und Podiumsdiskussion zu kinder- und jugendliterarischen Themen angeboten.

## Gastautoren und Gastillustratoren

### 2010
| Autor oder Illustrator   | Heimatland  | Auf dem Festival präsentierte Werke |
| ------------------------ | ----------- | --- |
| Michael Gerard Bauer     | Australien  | Running Man. (Hanser, 2009); Ismael und der Auftritt der Seekühe. (Hanser, 2009), Nennt mich nicht Ismael!. (Hanser, 2010); Der Kampf der Dinoritter. (Hanser, 2010) |
| John Green               | USA         | Eine wie Alaska. (Hanser, 2009); Margos Spuren. (Hanser, 2010) |
| Beate Teresa Hanika      | Deutschland | Rotkäppchen muss weinen. (Fischer Schatzinsel, 2009); Erzähl mir von der Liebe. (Fischer FJB, 2010) |
| Grzegorz Kasdepke        | Polen       | Textauswahl in deutscher Übersetzung aus: Kacperiada. (Lódź, 2009); Detektyw Pozlywka. (Warszawa, 2009) |
| Joseph Lemasolai Lekuton | Kenia       | Facing the Lion: Kindheit und Jugend eines Massai in der afrikanischen Savanne. (Peter Hammer, 2007) |
| Paul Maar                | Deutschland | (Mit Tochter Anne Maar) Mehr Affen als Giraffen, Geschichten, Rätsel und Bilder. (Oettinger, 2009) |
| Ali Mitgutsch            | Deutschland | Erstellung eines Wimmelbilderbuch während des Festivals |
| Marie-Aude Murail        | Frankreich  | Simpel. (Fischer, 2007); Über kurz oder lang (Fischer Schatzinsel, 2010) |
| Maria Parr               | Norwegen    | Waffelherzen an der Angel (Dressler, 2008); Sommersprossen auf den Knien (Dressler, 2010) |
| Luis Maria Pesetti       | Argentinien | Hoppla Natascha (Schau-Hör Verlag, 2010); Textauswahl in deutscher Übersetzung aus: Nadie te creería (Spanisch; Buenos Aires, 2004); Historias de los señores Moc y Poc (Spanisch; Buenos Aires, 2005); Frin (Spanisch; Buenos Aires, 2005) |
| Alois Prinz              | Deutschland | Lieber wütend als traurig. Die Lebensgeschichte der Ulrike Marie Meinhof (Beltz & Gelberg, 2003); Auf der Schwelle zum Glück. Die Lebensgeschichte des Franz Kafka (Beltz & Gelberg, 2005); Rebellische Söhne. Die Lebensgeschichten von Bernward Vesper, Hermann Hesse, Klaus Mann, Franz Kafka, Martin Luther, Franz von Assisi, Michael Ende und ihren Vätern (Beltz & Gelberg, 2010) |
| Susanne Straßer          | Deutschland | Pieps (Bajazzo, 2009); Dackel Franz sucht seinen Schwanz (Residenz, 2009); Das Mädchen von der Prinzessin, die unbedingt in einem Märchen vorkommen wollte (Hinstorff, 2010) |
| Toon Tellegen            | Niederlande | Briefe vom Eichhorn an die Ameise (Hanser, 2001); Josefs Vater (Hanser, 2006) |

### 2012
| Autor oder Illustrator | Heimatland     | Auf dem Festival präsentierte Werke |
| ---------------------- | -------------- | --- |
| Bernard Beckett        | Neuseeland     | Das neue Buch Genesis. (Loewe Verlag, 2009); August (Melbourne, 2011) |
| Anne-Laure Bondoux     | Frankreich     | Die Zeit der Wunder. (Carlsen, 2009) |
| Iwona Chmielewska      | Polen          | Blumkas Tagebuch (Gimpel, 2011) |
| Suzan Geridönmez       | Türkei         | Auszüge in deutscher Übersetzung präsentiert aus: Kolaysa ağlama. (auf Türkisch; Istanbul, 2007); Ötesi yok. (auf Türkisch; Istanbul, 2009) |
| Benny Lindelauf        | Niederlande    | Das Gegenteil von Sorgen. (Bloomsbury, 2007); Unsere goldene Zukunft. (Bloomsbury, 2012) |
| Nils Mohl              | Deutschland    | Es war einmal Indianerland. (Rowohlt, 2011) |
| Daniel Nesquens        | Spanien        | Auszüge in deutscher Übersetzung aus: Hasta (casi) 100 bichos. (auf Spanisch: Madrid, 2001); Papá Tatuado. (auf Spanisch: Barcelona, 2009); El hombre con el pelo revuelto. (auf Spanisch: Madrid, 2010)                                         |
| Frida Nilsson          | Schweden       | Ich, Gorilla und der Affenstern (Gerstenberg, 2010); Ich, Dante und die Millionen. (Gerstenberg, 2009); Hedvig! Das erste Schuljahr. (Gerstenberg, 2012)                                                                                         |
| Uri Orlev              | Israel         | Lauf, Junge, lauf. (Beltz & Gelberg, 2004); Ein Königreich für Ejuscha. (Beltz & Gelberg, 2011) |
| Nikolaj Ponomarev      | Russland       | Foto na razvalinach. (auf Russisch: Moskau, 2009) |
| Mirjam Pressler        | Deutschland    | Malka Mai. (Beltz & Gelberg, 2001); Ein Buch für Hanna. (Beltz & Gelberg, 2011) |
| Jutta Richter          | Deutschland    | Der Hund mit dem gelben Herzen oder Die Geschichte vom Gegenteil. (Carl Hanser, 1998); Der Tag, als ich lernte die Spinnen zu zähmen. (Carl Hanser, 2000); Hechtsommer. (Carl Hanser, 2004); Ich bin hier bloß der Hund. (Beltz & Gelberg, 2011) |
| Sylvain Rivard         | Kanada         | Moz en cinq temps. (auf Französisch: Quebec, 2011) |
| Jenny Valentine        | Großbritannien | Meine kleine Schwester Kiki und ich. In den Ferien. (dtv, 2011); Das zweite Leben des Cassiel Roadnight. (dtv, 2011) |

### 2014
| Autor oder Illustrator          | Heimatland                   | Auf dem Festival präsentierte Werke |
| ------------------------------- | ---------------------------- | --- |
| Tamara Bach                     | Deutschland                  | Busfahrt mit Kuhn. (Oetinger, 2004); Marienbilder. (Carlsen, 2014) |
| Sarah Crossan                   | Irland                       | Die Sprache des Wassers. (mixtvision, 2013); Breathe – Gefangen unter Glas. (dtv, 2013) |
| Fabio Geda                      | Italien                      | Im Meer schwimmen Krokodile. (Knaus, 2011) |
| Siri Kolu                       | Finnland                     | Vilja und die Räuber. (Heyne, 2012); Vilja und das Räuberfest. (Heyne, 2013); Vilja und der Räuberschatz. (Heyne, 2014)                                                                                 |
| Radek Malý                      | Tschechien                   | Kam až smí smích. (auf Tschechisch; Meander, 2009); Listonoš vitr -- přinesl a co mi šeptal. (auf Tschechisch; Albatros, 2011); Poetický slovníček dětem v přikladech. (auf Tschechisch; Meander, 2012) |
| Tamta Melaschwili               | Georgien                     | Abzählen. (Unionsverlag, 2012) |
| Bart Moeyaert                   | Belgien                      | Brüder. (dtv, 2006); Mut für drei. (dtv, 2008); Wer ist hier der Chef? (Hanser, 2011); Hinter der Milchstraße. (Hanser, 2013)                                                                           |
| Kagiso Lesego Molope            | Südafrika/Kanada             | Im Schatten des Zitronenbaums. (Baobab Books, 2012); This Book Betrays My Brother. (Auf Englisch; OUP SA, 2012)                                                                                         |
| Francisco Montaña Ibáñez        | Kolumbien                    | Auszüge in deutscher Übersetzung aus: No comas renacuajos. (auf Spanisch; Babel, 2008) |
| Jean-Claude Mourlevat           | Frankreich                   | Winterspiele. (cbt, 2010); Terrienne. (auf Französisch; Gallimard, 2011); Silhouette. (auf Französisch; Gallimard, 2012)                                                                                |
| Christine Nöstlinger            | Österreich                   | Alles vom Franz und seinen Freunden. (Oetinger, 2014); Das große Nöstlinger Lesebuch. (Beltz & Gelberg, 2012)                                                                                           |
| Arne Rautenberg                 | Deutschland                  | Der Wind lässt tausend Hütchen fliegen. (Boje, 2009); Supermann im Supermarkt. (Peter Hammer, 2011); Montag ist Mützenfalschrumtag. (Peter Hammer, 2014)                                                |
| Axel Scheffler                  | Deutschland / Großbritannien | Der Grüffelo. (Beltz & Gelberg, 2002); Räuber Ratte. (Beltz & Gelberg, 2011); Riese Rick macht sich schick. (Beltz & Gelberg, 2002); Wo ist Mami? (Beltz & Gelberg, 2000)                               |
| Hermann Schulz                  | Deutschland                  | Mandela & Nelson. Das Länderspiel. (Carlsen, 2010); Mandela & Nelson. Das Rückspiel. (Aladin, 2013); Warum wir Günter umbringen wollten. (Aladin 2013)                                                  |
| Karsten Teich und Eva Muszynski | Deutschland                  | Cowboy Klaus und sein Schwein Lisa. (Tulipan, 2007); Cowboy Klaus und die Rodeo Rüpel. (Tulipan, 2012); Cowboy Klaus und Toni Tornado. (Tulipan, 2013)                                                  |

### 2016
| Autor oder Illustrator | Heimatland     | Auf dem Festival präsentierte Werke |
| ---------------------- | -------------- | --- |
| Haifaa Al Mansour      | Saudi-Arabien  | Das Mädchen Wadjda. (cbt, 2015) |
| Carla Maia de Almeida  | Portugal       | Bruder Wolf. (Sauerländer, 2016) |
| Luna Al Mousli         | Österreich     | Eine Träne. Ein Lächeln. Meine Kindheit in Damaskus. (Weissbooks, 2016) |
| Kirsten Boie           | Deutschland    | Der kleine Ritter Trenk und fast das ganze Leben im Mittelalter. (Oetinger, 2012); Thabo – Detektiv und Gentleman. Der Nashorn-Fall. (Oetinger, 2016)                                                    |
| Ulrich Hub             | Deutschland    | Füchse lügen nicht. (Carlsen, 2014); Ein Känguru wie Du. (Carlsen, 2015) |
| Ahmed Kalouaz          | Frankreich     | Avec tes mains.(auf Französisch; Éd. du Rouergue, 2009); Besser, sie halten mich für tot. (Klett, 2014); La Chanson pour Sonny et d'autres nouvelles sportives. (auf Französisch; Éd. du Rouergue, 2015) |
| Dorit Linke            | Deutschland    | Jenseits der blauen Grenze. (Magellan, 2014); Fett Kohle. (Magellan, 2015) |
| Sabine Ludwig          | Deutschland    | Miss Braitwhistle hebt ab. (Dressler, 2013); Schwarze Häuser. (Dressler, 2014); Warum Kater Konrad ins Wasser sprang und eine Maus in die Luft ging. (cbj, 2016)                                         |
| Benjamin Alire Sáenz   | USA            | Last night I sang to the monster. (auf Englisch; Cinco Puntos Press, 2009); Aristotles und Dante entdecken die Geheimnisse des Universums. (Thienemann, 2014)                                            |
| Paul Stewart           | Großbritannien | Die Helden von Muddelerde. (Bibliographisches Institut, 2004); Die verschwundenen Schriftrollen. (Sauerländer, 2008); Returner's Wealth. (auf Englisch; Doubleday, 2010)                                 |
| Kätlin Vainola         | Estland        | Lift. (Willegoos, 2013); Wo ist die Liebe? (BaltArt, 2014) |
| Daria Wilke            | Russland       | Musorščik. (auf Russisch; Vremja, 2015) |
| Anna Woltz             | Niederlande    | Meine wunderbar seltsame Woche mit Tess. (Carlsen, 2015); Kükensommer (dtv, 2015); Gips oder Wie ich an einem einzigen Tag die Welt reparierte. (Carlsen, 2016)                                          |
| Jesper Wung-Sung       | Dänemark       | Opfer – Lasst uns hier raus! (Hanser, 2016) |

### 2018
| Autor oder Illustrator | Heimatland            | Auf dem Festival präsentierte Werke |
| ---------------------- | --------------------- | --- |
| Aya Cissoko            | Frankreich            | Danbé. (Französisch; Calmann-Lévy, 2011); Ma. (Das Wunderhorn, 2017) |
| Gusti                  | Argentinien / Spanien | Mallko y Papá. (auf Spanisch; Océano Travesía, 2014); als Illustrator: Wie der Elefant die Freiheit fand. (Autor: Jorge Bucay; Fischer Schatzinsel, 2010); Wie der König seinen Feind verlor. (Autor: Jorge Bucay; Fischer KJB, 2013) |
| Piotr Karski           | Polen                 | Berge! Das Mitmachbuach für Gipfelstürmer. (Moritz, 2016) |
| Jamshid Khanian        | Iran                  | Auszüge auf Deutsch präsentiert aus: Tabaghe-ye haftom gharbi. (auf Persisch; Ofoq, 2009); Asheghanehaye Younos dar Shekam-e Mahi. (auf Persisch; Kanoon, 2011)                                                                       |
| Que Du Luu             | Deutschland           | Im Jahr des Affen. (Carlsen, 2016) |
| Davide Morosinotto     | Italien               | Die Mississippi-Bande. (Thienemann, 2017) |
| Sally Nicholls         | Großbritannien        | Wie man unsterblich wird: Jede Minute zählt. (Hanser, 2008); Wünsche sind für Versager. (Hanser, 2016); Eine Insel für uns allein. (Hanser, 2017)                                                                                     |
| Ingrid Olsson          | Schweden              | Neuschnee. (Mixtvision, 2016); Gleich, sagt Mama. (Klett Kinderbuch, 2016) |
| Lea-Lina Oppermann     | Deutschland           | Was wir dachten, was wir taten. (Beltz & Gelberg, 2017) |
| Jason Reynolds         | USA                   | Nichts ist okay. Zwei Seiten einer Geschichte. (dtv, 2016), Love oder meine schönsten Beerdigungen. (dtv, 2017) |
| Oliver Scherz          | Deutschland           | Keiner hält Don Carlo auf. (Thienemann-Esslinger, 2015); Ben. Alle Abenteuer. (Thienemann-Esslinger, 2017); Ein Freund wie kein anderer. (Thienemann-Esslinger, 2018)                                                                 |
| Edward van de Vendel   | Niederlande           | Ein Hund wie Sam. (Carlsen, 2013); Lena und das Geheimnis der blauen Hirsche. (Gerstenberg, 2015); Krebsmeisterschaft für Anfänger. (Carlsen, 2016)                                                                                   |

### 2021
| Autor oder Illustrator | Heimatland  | Auf dem Festival präsentierte Werke                                  |
| ---------------------- | ----------- | -------------------------------------------------------------------- |
| Margit Auer            | Deutschland | Die Schule der magischen Tiere: Endlich Ferien. (Carlsen, 2016–2021) |
| Yves Grevet            | Frankreich  | Vront – was ist die Wahrheit. (Mixtvision, 2020)                     |
| Susan Kreller          | Deutschland | Schlinkepütz, das Monster mit Verspätung. (Carlsen, 2017)            |
| Anete Melece           | Lettland    | Der Kiosk. (Atlantis, 2019)                                          |
| Benjamin Tienti        | Deutschland | Salon Salami. (Dressler, 2017)                                       |
| Tuutikki Tolonen       | Frankreich  | Monsternanny: eine ungeheuerliche Überraschung. (Hanser, 2018)       |

### 2023
| Autor oder Illustrator | Heimatland     | Auf dem Festival präsentierte Werke                                                                                                  |
| ---------------------- | -------------- | --- |
| Micaela Chirif         | Peru           | Das Meer (Baobab Books, 2022) |
| Simon van der Geest    | Niederlande    | Der Urwald hat meinen Vater verschluckt. (Thienemann, 2019)                                                                          |
| Michal Hvorecký        | Slowakei       | Donau. Ein magischer Fluss. (Achse, 2022)                                                                                            |
| Sarah Jäger            | Deutschland    | Nach vorne, nach Süden. (Rowohlt, 2020); Schnabeltier Deluxe. (Rotfuchs, 2022)                                                       |
| Lisa Krusche           | Deutschland    | Das Universum ist verdammt groß und supermystisch. (Beltz & Gelberg, 2021)                                                           |
| Shaw Kuzki             | Japan          | Auszüge in deutscher Übersetzung präsentiert aus: Hikari no utsushie. Hiroshima Hiroshima Hiroshima. (auf Japanisch; Kōdansha, 2013) |
| M. G. Leonard          | Großbritannien | Das Geheimnis von Birdwood I: Das Versteck. (cbj, 2022); Die Geheimnisse von Birdwood – Die Rettung. (cbj, 2023)                     |
| André Letria           | Portugal       | Wenn ich ein Buch wäre. (Midas Collection, 2016); Der Krieg. (Midas Collection, 2022)                                                |
| Malinda Lo             | USA            | Last night at the Telegraph Club. (dtv, 2023)                                                                                        |
| Martin Muser           | Deutschland    | Kannawoniwasein! Manchmal muss man einfach verduften. (Carlsen, 2018)                                                                |
| Max de Radiguès        | Belgien        | Bastard. (Reprodukt, 2018); Simon & Louise. (Reprodukt, 2022)                                                                        |
| Bjørn F. Rørvik        | Norwegen       | Fuchs & Ferkel. Torte auf Rezept. (Klett Kinderbuch 2022); Zwei kleine Ritter. (Picus, 2023)                                         |
| Ingo Siegner           | Deutschland    | Der kleine Drache Kokosnuss – Aufregung in der Drachenschule. (cbj, 2023)                                                            |

### 2025
| Autor oder Illustrator | Heimatland  | Auf dem Festival präsentierte Werke                                                                                           |
| ---------------------- | ----------- | --- |
| Ximo Abadía            | Spanien     | Strand. (Gerstenberg Verlag, 2024); Der Junge, der ein bisschen anders war. (Kleine Gestalten, 2019)                          |
| Mo Abbas               | Frankreich  | MACADAM - courir les rues. (auf Französisch: PORT A JAUNI, 2020); L'homme sans paysage. (auf Französisch: PORT A JAUNI, 2024) |
| Sabine Bohlmann        | Deutschland | Frau Honig rettet ein bisschen die Welt. (Thienemann-Esslinger Verlag, 2024)                                                  |
| Flix                   | Deutschland | Das Zyx. (Kibitz Verlag, 2024)                                                                                                |
| Johannes Herwig        | Deutschland | Halber Löwe. (Gerstenberg Verlag, 2023); Bis die Sterne Zittern. (Gerstenberg Verlag 2017)                                    |
| Emma Karinsdotter      | Schweden    | Der Sommer, in dem ich meine Oma zähmte. (dtv, 2023)                                                                          |
| Martine Letterie       | Niederlande | Kinder mit Stern. (Carlsen, 2023); Kinder von fern. (Carlsen, 2025)                                                           |
| Kairi Look             | Estland     | Pia Pfefferminz zieht ein. (Mixtvision, 2025)                                                                                 |
| Abdi Nazemian          | USA         | Nur dieser eine Augenblick. (Arctis/Atrium Verlag, 2024)                                                                      |
| Anja Reumschüssel      | Deutschland | Über den Dächern von Jerusalem. (Carlsen, 2023)                                                                               |
| Irene Sarmiento        | Philippinen | Stray Cats. (auf Englisch: Bughaw / Ateneo de Manila University Press, 2023)                                                  |

## Zitate und Pressestimmen
„,Weißer Rabe‘, das stand schon in der Antike für etwas Seltenes oder Besonderes. Was das ,White Ravens‘-Festival für einen Anspruch hat, ist also klar: Herausragende Jugendbücher aufzuspüren und zu präsentieren – und deren AutorInnen gleich mit.“

“The White Ravens Festival was one of the highlights of my career as an author”

“I think it is such a wonderful and unique event where writers from around the world can come together and share their love of words and stories with readers and lovers of books.”

„Ein gelungener Auftritt für ein Festival, […] das hoffentlich fortgesetzt wird.“